# Cylicobdellidae
Cylicobdellidae är en familj av ringmaskar. Cylicobdellidae ingår i ordningen Arhynchobdellida, klassen gördelmaskar, fylumet ringmaskar och riket djur. Enligt Catalogue of Life omfattar familjen Cylicobdellidae 3 arter. 
Kladogram enligt Catalogue of Life:
| Cylicobdellidae | \| \| Blanchardiella \| \| \| \| \| \| Cylicobdella \| \| \| \| |
|                 | \| \| Blanchardiella \| \| \| \| \| \| Cylicobdella \| \| \| \| |
|                 | borstiglar                                                      |
|                 |                                                                 |
|                 | hundiglar                                                       |
|                 |                                                                 |
|                 | Haemadipsidae                                                   |
|                 |                                                                 |
|                 | Haemopidae                                                      |
|                 |                                                                 |
|                 | käkiglar                                                        |
|                 |                                                                 |
|                 | Ozobranchidae                                                   |
|                 |                                                                 |
|                 | Blanchardiella                                                  |
|                 |                                                                 |
|                 | Cylicobdella                                                    |
|                 |                                                                 |

|  | Blanchardiella |
|  |                |
|  | Cylicobdella   |
|  |                |